# 布雷肯里奇鎮區 (阿肯色州格林縣)
布雷肯里奇鎮區（英語：Breckenridge Township）是位於美國阿肯色州格林縣的一個行政鎮區。

## 地方資料
布雷肯里奇鎮區的面積為104.79平方千米，當中陸地面積為104.76平方千米，而水域面積為0.03平方千米。根據2010年美國人口普查的數據，當地共有人口1319人，而人口密度為每平方千米12.59人。